# Tábita
A Tábita arameus eredetű női név, jelentése: őz, gazella.

## Gyakorisága
Az 1990-es években szórványos név, a 2000-es években nem szerepel a 100 leggyakoribb női név között.

## Névnapok
- április 22.[2]
- július 1.[2]